# Tallkullarna
Tallkullarna är ett naturreservat i Åsele kommun i Västerbottens län.
Området är naturskyddat sedan 2009 och är 505 hektar stort. Reservatet omfattar berget Tallkullarna och större delen av Baktoberget. Reservatet består av barrskog och i sydbranterna av gammal tallskog.